# Sana Dolsky
Sana Dolsky (née Sanna Belenky le 14 novembre 1905 à Kharkiv et morte le 15 mars 2001 à Etterbeek) est une danseuse et professeur de danse russe, épouse du danseur Nat Dolsky.

## Biographie
Après avoir été soliste au Sadler's Wells Theatre de Londres, elle s'installe à Bruxelles et donne cours aux élèves avancés et aux professionnels, dans l'école de danse Jane Périphanos sise au sous-sol des Galeries Louise.
En 1958, elle règle la chorégraphie de Rigoletto sur des musiques de Verdi et Liszt pour Andrée Marlière au Berliner Ballett.
Durant la saison 1961-1962, elle chorégraphie Baba Yaga pour le Ballet du Hainaut créé par Hanna Voos.

## Professorat
Elle perpétue la Méthode Vaganova.
Il n'est pas rare de voir des artistes confirmés du théâtre de la Monnaie puis du Ballet du XXe siècle comme Jaleh Kerendi, Jean-Pierre Bras, Francine Cramer, Josiane Janvier, André Leclair, etc. mener la classe et entrainer dans leur aura d'assez jeunes élèves comme Nicole Hanot.
C'est dans son cours à l'école Jane Périphanos que Boris Kniaseff vient présenter à Bruxelles la méthode de barre à terre qu'il a inventée.
C'est chez elle que Maurice Béjart envoie Lahcen Zinoun lors de son arrivée à Bruxelles car, dit-il, elle « redresse les corps. ». À cette époque (début des années 1960), Madame Dolsky a quitté l'école de Jane Périphanos, reprise par Emilio Altès. Elle donne cours dans un studio de la rue Royale : Lahcen Zinoun racontera qu'il « jette un œil à travers le hublot de la porte de madame Sana Dolsky et observe un cours « triste, sans lumière ni musique » donné par une « vieille Russe » qui marque la mesure en frappant le sol avec un bâton. « J’ai eu un choc. Je me suis demandé si j’allais oser affronter la danse. » ».

## Postérité
Ses héritiers font un important don de documents à l'asbl Contredanse, centre documentaire sur la danse sis dans la Maison de La Bellone).